# 楊九韶
楊九韶（？—？），字成甫，號中鳴，浙江紹興府餘姚縣开原乡双桥杨家人，竈籍，明朝政治人物。

## 生平
嘉靖二十五年（1546年），浙江鄉試第三十八名舉人。嘉靖三十二年（1553年）中式癸丑科會試第八十九名，三甲第一百零九名進士。礼部观政，授直隶宁国府南陵县知县，有政績。起复补直隶枣强县。
妻罗氏，年二十三而寡，家徒四壁，罗慟绝少苏，视诸孙独宏科异，乃抱而泣曰：吾不即死者，欲成此儿耳。于是苦身力作，以教其孙。后宏科成进士，罗年六十馀，閭里贤之。

## 家族
曾祖楊釙；祖父楊滋；父楊宗道，母王氏。弟杨九夏、杨九範、杨九龄。